# Nitrur de silici
El nitrur de silici és un compost químic dels elements silici i nitrogen. Si
3N
4 és el més estable termodinàmicament i comercialment important dels nitrurs de silici, i el terme "nitrur de silici" es refereix habitualment a aquesta composició específica. És un sòlid blanc d'alt punt de fusió que és relativament inert químicament, sent atacat per HF diluït i H
3PO
4 calent. És molt dur (8,5 a l'escala de mohs). Té una alta estabilitat tèrmica amb fortes no linealitats òptiques per a aplicacions totalment òptiques.
El nitrur de silici es prepara escalfant silici en pols entre 1300 °C i 1400 °C en atmosfera de nitrogen:
3 Si + 2 N
2→ Si
3N
4

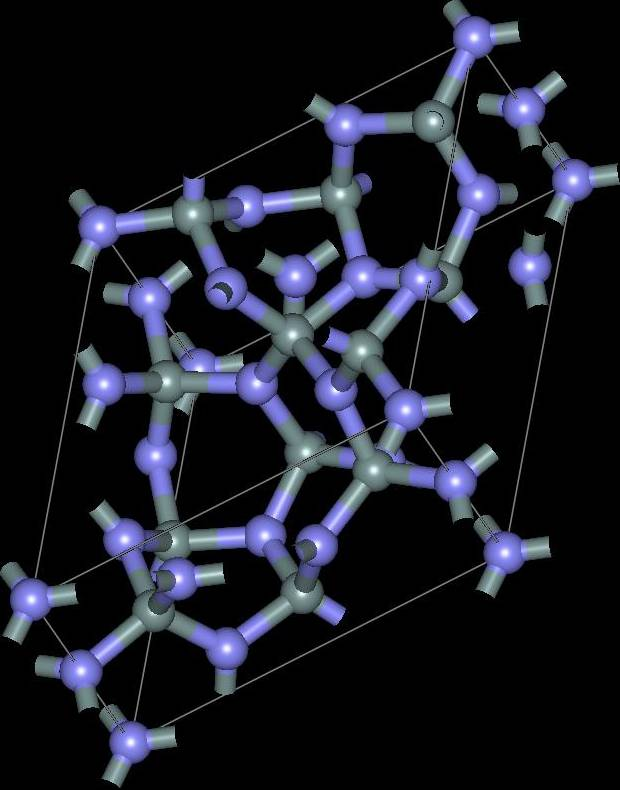
Estructura cristal·lina de l'alfa-Si3N4. Dades de Kato K., Inoue Z., Kijima K., Kawada I., Tanaka H., Yamane T. (1975). "Enfocament estructural del problema del contingut d'oxigen en nitrur de silici alfa". JOURNAL OF THE AMERICAN CERAMIC SOCIETY 58: 90-91.

El pes de la mostra de silici augmenta progressivament a causa de la combinació química de silici i nitrogen. Sense un catalitzador de ferro, la reacció es completa després de diverses hores (~7), quan no es detecta cap augment de pes a causa de l'absorció de nitrogen (per gram de silici). A més de Si
3N
4, s'ha informat deees fases de nitrur de silici (amb fórmules químiques corresponents a diferents graus d'estat de nitruració/oxidació de Si). Aquests inclouen el mononitrur de disilici gasós (Si
2N), mononitrur de silici (SiN) i sesquinitrur de silici (Si
2N
3), cadascuna de les quals són fases estequiomètriques. Igual que amb altres refractaris, els productes obtinguts en aquestes síntesis a alta temperatura depenen de les condicions de reacció (per exemple, temps, temperatura i materials de partida, inclosos els reactius i els materials del recipient), així com del mode de purificació. No obstant això, l'existència del sesquinitrur s'ha posat en dubte.
Aplicacions: Indústria de l'automòbil, Coixinets, Material d'alta temperatura, Medicina, Eines de tall i treball del metall, Electrònica, Circuits integrats fotònics.